# Paragraf 213 trestního zákona Norského království
§ 213 trestního zákona Norského království bylo ustanovení norského trestního zákona z roku 1902, které až do zrušení zákonem z 21. dubna 1972 č. 18 kriminalizovalo „necudný“ (pohlavní) styk mezi muži a současně pohlavní styk mezi člověkem a zvířetem (tradičně označované jako sodomie).
Skutková podstata trestného činu podle tohoto paragrafu byla definována takto:
Je-li vykonán necudný styk mezi osobami mužského pohlaví, budou ti, kdo ho provedou nebo se na něm jinak zúčastní, potrestáni odnětím svobody v trvání až jednoho roku.
Stejně bude potrestán, kdo vykoná necudný styk se zvířetem nebo se na něm jinak zúčastní.
Žaloba se podá pouze tehdy, vyžaduje-li to veřejný zájem.
Zákaz homosexuálnho jednání stanovený v prvním odstavci se nevztahoval na ženy. Pohlavní zneužívání zvířat řeší od roku 2010 § 14 zákona na ochranu zvířat.
V letech 1989 až 2000 obsahoval § 213 trestního zákona definici soulože. Kapitola o trestných činech proti mravnosti byla komplexně revidována v roce 2000 a od té doby je § 213 prázdný.
V roce 1925 navrhoval veřejně jmenovaný výbor, aby se toto ustanovení nahradilo zvláštním legálním věkem způsobilosti k pohlavnímu styku pro homosexuální styk. Tento návrh však nebyl zahrnut do návrhu předloženého Stortingu (norskému parlamentu) roku 1927. Rovněž roku 1953 navrhla Rada pro trestní právo úplné zrušení § 213, stejně jako § 379 zakazujícího nesezdané soužití (paragraf o konkubinátu). Ministerstvo spravedlnosti a vláda tento návrh podpořily, ale když byl v dubnu 1954 předložen Stortingu, byl zamítnut.